# Pulo Brayan Darat II
Pulo Brayan Darat II is een bestuurslaag in het regentschap Medan van de provincie Noord-Sumatra, Indonesië. Pulo Brayan Darat II telt 13.652 inwoners (volkstelling 2010).